# Old Before I Die
"Old Before I Die" é uma canção escrita por Robbie Williams, Eric Bazilian e Desmond Child, gravada pelo cantor Robbie Williams.
É o primeiro single do álbum de estreia lançado a 29 de Setembro de 1997, Life thru a Lens.

## Paradas
| Paradas (1997) | Posições |
| -------------- | -------- |
| Áustria        | 30       |
| Bélgica        | 47       |
| Países Baixos  | 53       |
| Alemanha       | 37       |
| Irlanda        | 11       |
| Itália         | 6        |
| Suíça          | 30       |
| Reino Unido    | 2        |